# Янг, Джон (футболист)
Джон Янг (англ. John Young; род. 3 ноября 1935) — шотландский футболист и футбольный тренер. Наиболее известен по работе в США.

## Карьера
До переезда за океан Янг выступал на профессиональном уровне за «Хиберниан» и «Сент-Джонстон». В 1971 году Янг провёл один сезон в составе «Нью-Йорк Космос» из Североамериканской футбольной лиги. Янг выступал на позиции полузащитника под пятым номером. За сезон с «Космосом» он провёл три матча, забил один гол и отдал одну результативную передачу. Команда дошла до полуфинала плей-офф, где с общим счётом 3:0 уступила «Атланта Чифс».
Через год Янг был назначен главным тренером «Майами Торос». В 1973 году команда не прошла в плей-офф, заняв последнее место в Восточном дивизионе. Тем не менее, в следующем сезоне клуб выиграл дивизион. В полуфинале со счётом 3:1 был обыгран «Даллас Торнадо». В финале «Торос» встретились с «Лос-Анджелес Ацтекс». После ничьи 3:3 в основное время последовала серия пенальти, судьбу матча решил единственный промах игрока «Торос» Роджера Верди. Тем не менее, Янг был признан тренером года в лиге.
В 1975 году Янг возглавил «Денвер Дайнамоз», команда заняла третье место в Центральном дивизионе и после окончания сезона была расформирована.